# Gerlache-Insel
Die Gerlache-Insel ist eine Insel im Palmer-Archipel vor der Westküste der Antarktischen Halbinsel. Sie ist die größte der Rosenthal-Inseln und liegt unmittelbar westlich der Anvers-Insel. Sie ist von einer Eiskappe bedeckt.
Teilnehmer der Vierten Französischen Antarktisexpedition (1903–1905) unter der Leitung des Polarforschers Jean-Baptiste Charcot kartierten sie fälschlich als Landspitze der Anvers-Insel, die Charcot dann als Pointe de Gerlache nach dem belgischen Polarforscher Adrien de Gerlache de Gomery (1866–1934) benannte. Diesen Irrtum klärte der Falkland Islands Dependencies Survey im Zuge von Vermessungsarbeiten zwischen 1956 und 1958 auf, was am 7. Juli 1959 das UK Antarctic Place-Names Committee zu einer Korrektur des Toponyms veranlasste.